# ニードルズ
ニードルズ（Needles、1953年4月29日 - 1984年10月15日）は、アメリカ合衆国の競走馬・種牡馬。当時馬産地としては二流扱いであったフロリダ州生産馬ながらもケンタッキーダービーなどの大競走に優勝、フロリダ産馬の地位を向上させた馬として知られている。2000年アメリカ競馬殿堂入り。

## 経歴
※ 特記がない限り、競走はすべてダートコース。施行距離は当時のもの。グレード制は未導入。

### 出自
ニードルズはフロリダ州にあるディッキーステーブルスの生まれで、生産者はオカラのウィリアム・リーチであった。馬主名義となるD & Hステーブルはオクラホマ州の石油業者であるジャック・ダッドリーとボニー・ヒースの2名が共同で使っている名義で、両名はニードルズが1歳の時に庭先取引で20,000ドルで購入した。調教師は空軍あがりとして知られたヒュー・フォンテーヌで、雇い主であるダッドリーとヒースの両名にニードルズの購入を勧めたのも彼であり、もし雇い主が乗り気でなかったら借金をして自前で買うと意気込んでいたという。
ニードルズの名前の由来には2つの説があり、有名なのは仔馬の頃に肺炎と闘っていた時に、何度も注射を打たれたことに由来するというものである。もうひとつはヒースの証言によるもので、ニードルズはいつも他の馬や調教師に「突き刺さっていく」馬だったからというものである。

### 2歳時（1955年）
ニードルズのデビュー戦は1955年3月29日、ガルフストリームパーク競馬場で行われた4.5ハロンの未勝利戦で、スタートから先頭に飛び出してそのまま5馬身差をつけてゴール、初出走で初勝利を挙げた。続く2戦目にジュヴェナイルステークス（ガルフストリームパーク）に出走したが、ここでは出遅れもあって4着に敗れている。その後、ガルフストリームパークの一般戦で勝利、次いでモンマスパーク競馬場の一般戦でも勝ち、タイロステークス（モンマスパーク・7月4日・5.5ハロン）で再びステークス競走に挑んだが、ここでは当時無敗の有力馬デカスロンを相手に4着に敗れた。続くサプリングステークス（モンマスパーク・8月10日・6ハロン）では再びデカスロン、および同じく無敗のポリーズジェットとの対戦であったが、ニードルズはスタートから先頭に立って軽快に飛ばし、最後にデカスロンに迫られたものの2馬身の差をつけてゴール、初のステークス勝ちを収めた。
ニードルズはその後夏のサラトガ競馬場に向かい、6.5ハロン戦のホープフルステークスに出走した。ここでは再びデカスロンやポリーズジェット、および東海岸の格上の馬たちが集まっていた。ニードルズはこの競走においてスタートで出遅れ、7番手から追走する競馬となったがそこから猛然と追い上げて、2着馬キャリーボーイに3馬身半差をつけての優勝を手にした。この当時、フロリダの馬産はケンタッキー州などの馬産の中心地から見ると二流・格下という扱いで、フロリダ産は地元の競馬場で5ポンドの減量優遇措置を得てようやく勝てるような有様であったが、その中での活躍から競馬関係者の間には「フロリダ産であるとか関係なく、ニードルズには一目置くべし」と注目が集まっていた。
しかし、同年のニードルズの見どころはそこまでで、翌戦ワールズプレイグラウンドステークス（アトランティックシティ）ではブッシャーファンタジーという馬に敗れ3着、当時の2歳戦最大の競走であったガーデンステートステークスにおいてもプリンスジョンという馬に敗れ3着、そのほか一般戦で1着になっている。同年の年度表彰において、ニードルズはナイルという馬とともに最優秀2歳牡馬に選出された。これはフロリダ産馬としては初の出来事でもあった。

### 3歳初頭（1956年）
ニードルズの3歳初戦は2月6日、フロリダ・ハイアリアパーク競馬場での7ハロンの一般戦で、デイビッド・アーブが鞍上を務め2着であった。翌戦以降もアーブを鞍上に据えて挑み、続くフラミンゴステークス（ハイアリアパーク・2月25日・9ハロン）で2馬身3/4差の勝利を手にすると、1か月後のフロリダダービー（ガルフストリームパーク・9ハロン）では1分48秒60のトラックレコードで優勝している。
フロリダダービーのあと、ニードルズの陣営は6週後のケンタッキーダービーまで競走に使わないという方針を採った。この方針は当時としてはかなり珍しいもので、競馬関係者を驚かせ、なかにはこれが原因でケンタッキーダービーに負けうると考える者もいた。この6週間の間に、フォンテーヌ調教師はニードルズを朝方にエクササイズさせ、また出遅れ癖の矯正に注力した。

### クラシック戦線（1956年）
この年のケンタッキーダービー（チャーチルダウンズ・5月5日・10ハロン）には17頭が集まり、その中でニードルズが単勝2.6倍の1番人気に推されていた。この競走でニードルズとアーブはスタートこそすんなり出たものの、直後にスピードを落として後方待機するという作戦に出た。ニードルズは17頭中の16番手に位置し、一方で先頭争いは2番人気のファビウスが制し、その後ろにターラング、ヘッドマン、カウントチックらの馬が続く展開となった。最初のコーナーを回ってバックストレッチに入った頃合いには先行集団が変化し、外を回るターラングとベンエージョーンズの2頭が先手を争い、ファビウスは3番手につけていた頃、ニードルズは先頭から20馬身離れたところに陣取っていた。スタートから6ハロンが過ぎた頃、ニードルズはまだ先頭から15馬身離されたところにいたが、ここから内ラチに思い切り体を寄せると猛進、最終コーナーを回ってきた頃には先頭にいるファビウスまで4馬身半まで迫っていた。最後の直線に入った時点でニードルズとファビウスの間には5頭の馬がいたが、アーブはニードルズをコースの中央に持ち出して鞭を振るい、残り1ハロンの標識時点で前にいる馬がファビウスのみというところまで追い上げ、そこからさらに鞭を振るってついに追い抜いてゴール、3/4馬身差で栄冠をもぎ取ることに成功した。この勝利はフロリダ産馬として初のアメリカクラシック競走制覇でもあった。
5月19日のプリークネスステークス（ピムリコ・9.5ハロン）において、ニードルズは単勝1.6倍の断然人気に支持され、それに雪辱を期すファビウスが2番人気3.5倍と続いていた。この競走においてもニードルズは後方待機策を取り、スタートから下げて9頭立ての最後尾につけて進み、一方で先行争いはファビウスが先手を狙うものと思われたが、そのファビウスはスタートで躓いて、結果3番手の位置で序盤を進めていった。第3コーナーからファビウスは動き出し、残り1.5ハロン地点で先頭に立つゴルフエースという馬に半馬身差まで詰め寄っていた。一方のニードルズも馬群の合間を縫って5番手まで進出、ファビウスまで5馬身半差まで迫っていた。最終コーナーの地点から、アーブはニードルズをコースの中央に持ち出して追い上げを開始、2番手にいたノーリグレッツという馬を交わしたが、その時点でファビウスは先にゴールに飛び込み、結果1馬身3/4差で2着に敗れた。
三冠最終戦のベルモントステークス（ベルモントパーク・6月16日・12ハロン）は8頭立てで行われ、ここでもニードルズとファビウスの両者が対決が行われた。1番人気は追い込みの競馬がコースに適しているとと考えられたニードルズで単勝1.6倍、2番人気にはゴーサムステークス勝ち馬のキャリーボーイと、ピーターパンハンデキャップ勝ち馬のジャズエイジがカップリングで4.5倍、合間にジャージーステークスを制してきたファビウスは3番人気6.0倍に支持されていた。この競走でまず先頭に立ったのはシャルルヴォワという馬で、同馬がスタートから6ハロン地点までハイペースで飛ばしていくなか、ニードルズはここでも先頭から22馬身半離れた後方につけて道中を進めていった。6ハロン地点から100ヤードほど進んだところで動いたのはファビウスで、疲れてきたシャルルヴォワを追い抜いて先頭に立つと、続いてきたリッチタヴィという馬に2馬身差のリードを保って8ハロン地点まで進めていった。そして残り2ハロンの標識地点でファビウスは2番手キャリアボーイに7馬身の差をつけており、このまま逃げ切るかと思われたところでニードルズが追い込みをかけてきた。ニードルズはファビウスを相手に残り1ハロン地点で1馬身半差まで詰め寄ると、ファビウスは残り半ハロンの地点でついに力尽き、ニードルズが先頭を奪い取った。そこに追い上げてきたのがキャリアボーイで、同馬はファビウスを交わしてニードルズに迫ってきたが、ニードルズはこれをクビ差抑え込んでゴール、二冠を達成した。ファビウスは1馬身半差の3着に入っている。

### その後（1956-57年）
しかし、以降のニードルズの成績は下降線をたどった。ベルモントステークスのあと、ニードルズは芝競走への挑戦を行っているが、初挑戦の一般ハンデキャップ戦（ワシントンパーク・芝6ハロン）では8着、アメリカンダービー（ワシントンパーク・芝9.5ハロン）ではスウォーンズサンから2馬身3/4差離された5着と適性を示せなかった。このあと怪我の影響で年内休養に当てられたが、同年クラシック二冠の成績が評価され、最優秀3歳牡馬に選出されている。
1957年、4歳になったニードルズはハンデキャップの一般戦で復帰を果たして2着、翌戦ガルフストリームパークハンデキャップで3着に入ったのち、フォートローダーデールハンデキャップ（ガルフストリームパーク・8.5ハロン）を後方一気の競馬で2馬身差のゴール、126ポンドを積みながらもトラックレコードをつけての久々の勝利を手にした。しかし、この競走の後に怪我が再発し、これにより引退が決まった。

## 種牡馬入り後
競走馬引退後、ニードルズはフロリダのボニーヒースファームで種牡馬として繋養された。フロリダ産馬の評価を大いに高めたニードルズであったが、自身の種牡馬成績は芳しくなく、ジョッキークラブの調査によれば320頭の産駒のうち勝ち上がりを決めたのが234頭（73.1%）いたが、一方でステークス競走勝ち馬は21頭（6.6%）に留まった。この成績は、ニードルズが主にフロリダでの馬産に供用されたものの、依然としてフロリダで繋養されていた繁殖牝馬の質が低かったことも 起因しているとも考えられた。後世への影響もあまり大きくなく、ニードルズの産駒の1頭、1961年生のニードルバグ（Needlebug）が1996年のベルモントステークス優勝馬エディターズノートの3代母となっている程度である。
1984年10月15日、ニードルズは31歳で没した。ニードルズの心臓と蹄はオカラ・ブリーダーズセール社の展示場にある「ガーデン・オブ・チャンピオン」に埋葬され、残りの遺骸はボニーヒースファームの厩舎の近くに埋葬された。
のちの2000年、アメリカ競馬名誉の殿堂博物館はニードルズの功績を称え、同馬の殿堂入りを発表した。

## 評価

### 主な勝鞍
1955年（2歳） 10戦6勝　129,805ドル
サプリングステークス、ホープフルステークス
1956年（3歳） 8戦4勝　440,850ドル
フラミンゴステークス、フロリダダービー、ケンタッキーダービー、ベルモントステークス
1957年（4歳） 3戦1勝　29,700ドル
フォートローダーデールハンデキャップ

### 年度代表馬
- 1955年 - 全米最優秀2歳牡馬
- 1956年 - 全米最優秀3歳牡馬

### 表彰
- 2000年 - アメリカ競馬名誉の殿堂博物館に殿堂馬として選定される。

評価の出典：

## エピソード
- ニードルズはネコが好きで、特にブーツという名前の三毛縞猫がお気に入りだったという[2]。
- ニードルズは見た目が麗しく、1歳時に行われた品評会では優秀賞であるブルーリボンを贈呈されている[4][2]。
- ニードルズは父ポンダー、父父ペンシヴに次いでの3代ケンタッキーダービー制覇を成し遂げている。ケンタッキーダービー3代制覇の例はこのほかに、リーカウント-カウントフリート-カウントターフの3代がある[2]。
- 当時のケンタッキーダービーのジンクスに「Nが頭につく馬は勝てない」というものがあった。これはネイティヴダンサー（1953年2着）やナシュア（1955年2着）などに由来していた[4]。

## 血統表
| ニードルズの血統             | ニードルズの血統                | ニードルズの血統 | （血統表の出典） | （血統表の出典） |
| 父系                         | ハイペリオン系                  | ハイペリオン系   | ハイペリオン系   | [ § 2 ]          |
| 父 Ponder アメリカ 1946      | 父の父Pensive アメリカ 1941     | Hyperion         | Gainsborough     | Gainsborough     |
| 父 Ponder アメリカ 1946      | 父の父Pensive アメリカ 1941     | Hyperion         | Selene           |                  |
| 父 Ponder アメリカ 1946      | 父の父Pensive アメリカ 1941     | Penicuik         | Buchan           | Buchan           |
| 父 Ponder アメリカ 1946      | 父の父Pensive アメリカ 1941     | Penicuik         | Pennycomequick   |                  |
| 父 Ponder アメリカ 1946      | 父の母Miss Rushin アメリカ 1942 | Blenheim         | Blandford        | Blandford        |
| 父 Ponder アメリカ 1946      | 父の母Miss Rushin アメリカ 1942 | Blenheim         | Malva            |                  |
| 父 Ponder アメリカ 1946      | 父の母Miss Rushin アメリカ 1942 | Lady Erne        | Sir Gallahad     | Sir Gallahad     |
| 父 Ponder アメリカ 1946      | 父の母Miss Rushin アメリカ 1942 | Lady Erne        | Erne             |                  |
| 母 Noodle Soup アメリカ 1944 | 母の父Jack High アメリカ 1926   | John P. Grier    | Whisk Broom      | Whisk Broom      |
| 母 Noodle Soup アメリカ 1944 | 母の父Jack High アメリカ 1926   | John P. Grier    | Wonder           |                  |
| 母 Noodle Soup アメリカ 1944 | 母の父Jack High アメリカ 1926   | Priscilla        | Star Shoot       | Star Shoot       |
| 母 Noodle Soup アメリカ 1944 | 母の父Jack High アメリカ 1926   | Priscilla        | Yankee Sister    |                  |
| 母 Noodle Soup アメリカ 1944 | 母の母Supromene アメリカ 1938   | Supremus         | Ultimus          | Ultimus          |
| 母 Noodle Soup アメリカ 1944 | 母の母Supromene アメリカ 1938   | Supremus         | Mandy Hamilton   |                  |
| 母 Noodle Soup アメリカ 1944 | 母の母Supromene アメリカ 1938   | Melpomene        | Son-in-Law       | Son-in-Law       |
| 母 Noodle Soup アメリカ 1944 | 母の母Supromene アメリカ 1938   | Melpomene        | Golden Harp      |                  |
| 母系(F-No.)                  | (FN:5-e)                        | (FN:5-e)         | (FN:5-e)         | [ § 3 ]          |
| 5代内の近親交配              | アウトブリード                  | アウトブリード   | アウトブリード   | [ § 4 ]          |
| 出典                         | 1. 2. 3. 4.                     | 1. 2. 3. 4.      | 1. 2. 3. 4.      | 1. 2. 3. 4.      |

### 血統背景
母ヌードルスープは競走成績14戦1勝の馬で、ニードルズの生産者ウィリアム・リーチがほかの2頭と併せて10,000ドルで購入した馬であった。ニードルズはフロリダ産馬として認識されたが、この購入時点でヌードルスープはすでにニードルズを身籠っていたため、厳密なフロリダ産ではないということを特記している資料も多い。ヌードルスープの牝系子孫には、3代先にモンマスハンデキャップ（G1）に優勝したビリーヴザクィーン（Believe the Queen、1980年生、牡馬）などがいる。
近親の目立った繁殖馬には、4代母ゴールデンハープの子ハープシコード（Harpsichord、1918年生、牝馬）がおり、同馬の直仔にはエクリプスステークス勝ち馬ロイヤルミンストレル（Royal Minstrel、1925年生、牡馬）、コロネーションステークス優勝馬カラットアルアイン（Qurrat-al-Ain、1927年生、牝馬）がいる。また牝系子孫にはアイルランド二冠牝馬マジデー（Majideh、1939年生、牝馬）やアメリカ殿堂馬ギャラントマンなどがいる。